# (6880) Hayamiyu
(6880) Hayamiyu est un astéroïde de la ceinture principale.

## Description
(6880) Hayamiyu est un astéroïde de la ceinture principale. Il fut découvert le 13 octobre 1994 à Kiyosato par Satoru Ōtomo. Il présente une orbite caractérisée par un demi-grand axe de 2,80 UA, une excentricité de 0,07 et une inclinaison de 5,3° par rapport à l'écliptique.

## Compléments